# Ruben Rausing
Ruben Rausing Andersson, (Andersson; 17 de junio de 1895 - 8 de octubre de 1983) fue un empresario sueco. Es reconocido por ser el fundador de la empresa de envasado de alimentos líquidos Tetra Pak .

## Primeros años
Anders Ruben Andersson nació en 1895 en Råå , una pequeña aldea de pescadores en el distrito de Raus, en las afueras de Helsingborg, en el sur de Suecia , hasta agosto y Mathilda Andersson. Su padre tenía un pequeño pero exitoso negocio como maestro pintor.  Rausing fue a la Escuela Secundaria Superior en Helsingborg , donde se graduó en 1915.  Al hacer su servicio militar, Rausing, en el momento todavía llamado (Anders) Ruben Andersson, fue supuestamente apodado rausingen por sus compañeros de servicio, lo que significa "el chico de raus ". Tomando un gusto por este nombre, eventualmente cambió su apellido de Andersson a Rausing. Otra supuesta razón para cambiar el apellido es que el nombre de la parroquia de Råå, donde vivían, era Raus. El cambio tuvo lugar en 1921. 

## Carrera
Con la ayuda de un préstamo de su tía, Rausing estudió en la recién fundada Escuela de Economía y Administración de Empresas de Estocolmo , graduándose en 1918.  Después de un breve compromiso en el banco privado Stockholms Enskilda , Rausing fue empleado por Sveriges Litografiska Tryckerier, SLT (más tarde renombrada como Esselte ), una conocida empresa de impresión. En 1919 obtuvo una beca del SSE para continuar sus estudios en la Universidad de Columbia en Nueva York y obtuvo una maestría en economía en 1920. Al experimentar autoservicios en las tiendas de comestibles por primera vez durante su estadía en los Estados Unidos, Rausing se dio cuenta de que este sistema, aún desconocido en Europa, sería parte de una nueva forma de venta minorista. 
Al regresar a Suecia en 1920, Rausing continuó su empleo en SLT, primero como asistente de gerente y luego como gerente. Durante su tiempo en SLT, Rausing conoció de cerca al industrial Erik Åkerlund y en 1929 Rausing dejó SLT para formar una nueva empresa de envasado junto con Åkerlund en Malmö , Åkerlund y Rausing. Åkerlund & Rausing fue la primera empresa de envasado en Escandinavia y, finalmente, se convirtió en un fabricante líder de envases de cartón para alimentos secos.  Inicialmente, sin embargo, la compañía tuvo dificultades para obtener ganancias y en 1933, Åkerlund vendió su parte a Rausing, quien se convirtió en el único propietario. 
En ese momento, las bebidas no carbonatadas, como la leche y los jugos, se vendían en botellas de vidrio pesadas e incómodas, y Rausing estaba decidido a encontrar una forma de implementar la nueva y moderna tecnología de envasado, invirtiendo muchos recursos en desarrollar nuevos conceptos. [15] Con el objetivo de producir un envase de cartón para alimentos líquidos, similar a los prácticos e higiénicos cartones de papel recubiertos con cera que Rausing había visto en el extranjero, Åkerlund & Rausing crearon el tetraedro de cartón recubierto de plástico , patentado el 27 de marzo de 1944. 
En 1951 todavía no había material de embalaje viable para el nuevo paquete, y aumentaron los esfuerzos para desarrollar material de embalaje. [18] Finalmente, en 1952, la primera máquina que produce paquetes de crema de tetraedro se vendió a Lundabygdens Mejeri, una lechería local. [19] El nuevo sistema de empaquetado no fue un éxito inmediato y la empresa tuvo dificultades durante la década de 1950, y Rausing continuó gastando grandes cantidades en el desarrollo. Inicialmente orientada principalmente al mercado sueco, la compañía se expandió gradualmente, con Alemania (1954), Francia (1954) e Italia (1956) como sus primeros mercados de exportación. 
El avance comercial de Tetra Pak no llegó hasta mediados de los años 60 con el nuevo paquete Tetra Brik , introducido en 1963, y el desarrollo de la tecnología aséptica .  A fines de la década de 1960 y la de 1970 se produjo una expansión global de la compañía, en gran parte debido al nuevo paquete Tetra Brik Aseptic , que debutó en 1968, que abrió nuevos mercados en el mundo en desarrollo y provocó una explosión virtual en las ventas.  Después de 30 años, la empresa de Rausing tuvo éxito y Tetra Pak finalmente se convirtió en una de las principales compañías de procesamiento y envasado de alimentos del mundo.

## Honores
Rausing se hizo doctor honoris causa en Medicina en la Universidad de Lund en 1957, en Economía en la Escuela de Economía y Administración de Empresas de Estocolmo en 1959 y en Tecnología en el Real Instituto de Tecnología en 1977.  Fue miembro de la Real Academia Sueca de Ciencias de la Ingeniería (Ingenjörsvetenskapsakademin, IVA).

## Vida personal
Ruben Rausing estuvo casado con Elisabeth (née Varenius) y tuvo tres hijos, Hans , Gad y Sven. Por razones fiscales, Rausing salió de Suecia hacia Roma en 1969. Sin embargo, durante toda su vida, mantuvo su casa de campo en Simontorp, cerca de Lund.
- Datos: Q1937358
- Multimedia: Ruben Rausing / Q1937358